# William Blackstone
William Blackstone (Londra, 10 luglio 1723 – Wallingford, 14 febbraio 1780) è stato un giurista britannico, professore presso l'Università di Oxford dal 1758 al 1766.

## Biografia
Figlio di un commerciante di seta, effettuò gli studi ad Oxford, presso il Pembroke College e divenne in seguito, nel 1746, barrister, cioè avvocato abilitato a trattare casi davanti a corti di livello superiore, professione che esercitò presso le Corti di Westminster per alcuni anni senza ottenere significativi successi. Fu membro della Camera dei Comuni dal 1761 fino al 1770 per il borough dell'Hindon e ricoprì l'incarico di giudice.
Noto per aver scritto il celebre trattato storico-analitico sul common law Commentaries on the Laws of England, apparso per la prima volta in quattro volumi tra il 1765 e il 1769, fu autore prolifico. L'opera che gli diede maggiore notorietà ancor oggi rappresenta una fonte importante per le ricostruzioni degli orientamenti classici del common law e dei suoi principi.
I Commentaries sono suddivisi in 4 parti:
- Rights of Persons: dedicato alle persone fisiche e giuridiche;
- Rights of Things: diritti reali;
- Private Wrongs: organizza il restante diritto processuale civile;
- Public Wrongs: diritto penale e processuale penale.

Blackstone scrisse i suoi lavori sul common law poco prima che venisse scritta la Costituzione degli Stati Uniti. Le stesse parole adoperate dai padri fondatori americani sono attinte dall'opera di Blackstone.

## Opere
- (FR) Commentaire sur le code criminel d'Angleterre, traduit de l'anglois, de Guillaume Blackstone. 1, Paris, André-François Knapen, 1776.
- (FR) Commentaire sur le code criminel d'Angleterre, traduit de l'anglois, de Guillaume Blackstone. 2, Paris, André-François Knapen, 1776.